# GLUT4
GLUT4 (acrònim de l'anglès: GLUcose Transporter type 4) és una proteïna de membrana transportadora de glucosa membre número 4 de la família 2 de transportadors de soluts (SLC2A3), que promou el pas de facilitat de glucosa a través de membranes plasmàtiques.

## Característiques
La proteïna GLUT4 està constituïda per 509 resídus aminoacídics i és codificada per un gen amb 11 exons englobant una regió 8.000bp al cromosoma 17 humà (o cromosoma 11 murí)
GLUT4 presenta una Km de 5mM, la concentració fisiològica de la glucosa en sang, fet que afavoreix la seva captació tot mantenint la glucèmia.
El transportador de glucosa GLUT4 es localitza en teixit adipós i múscul i és regulat per insulina. en resposta a l'augment de glucosa en sang que té lloc després de la ingesta.

## Funció

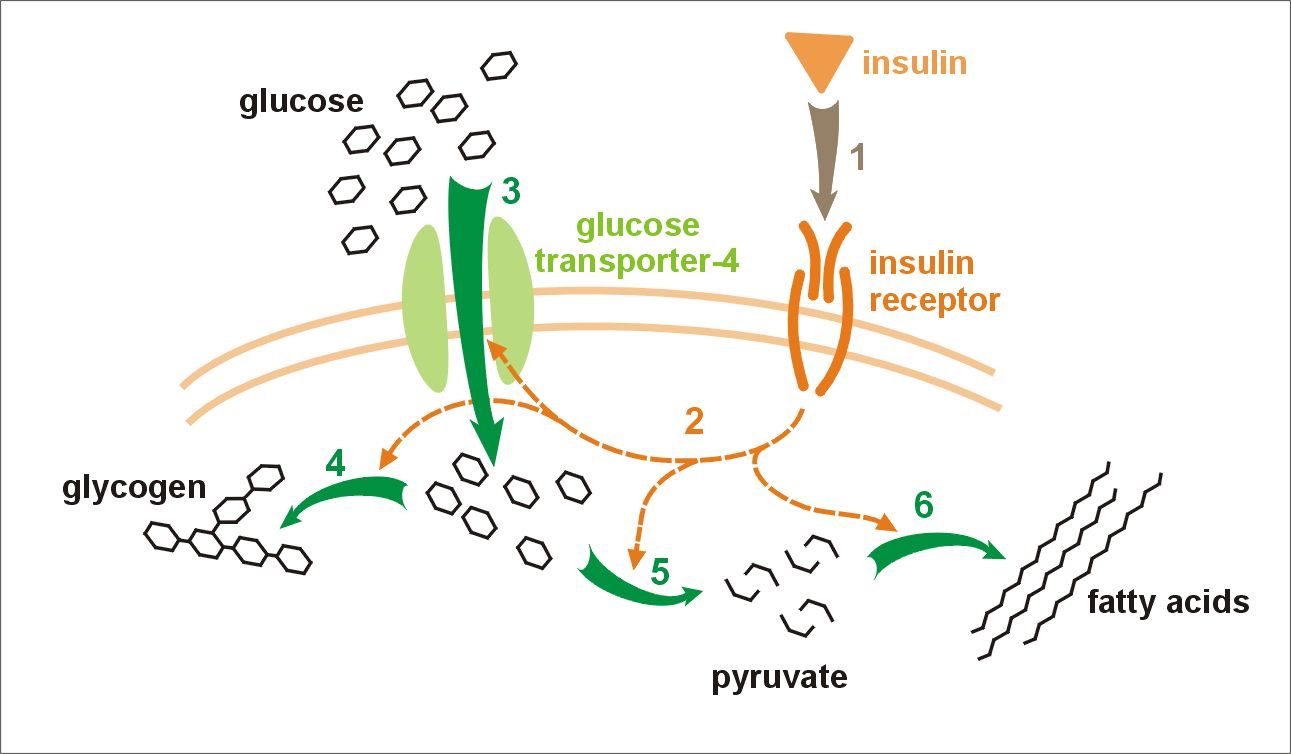
Efecte de la insulina en la captació de glucosa i el metabolisme. La insulina s'uneix al seu receptor (1) el qual, al seu torn, inicia una cascada d'activacions proteiques (2). Això comporta: la translocació de GLUT4 a la membrana plasmàtica i l'entrada de glucosa (3), la sínteis de glicogen (4), l'activació de la glicòlisi (5) i la síntesi d'àcids grassos (6).

Després d'una ingesta la concentració de glucosa en sang augmenta per sobre dels valors normals (5mM). Gràcies a GLUT2, amb una Km superior, el pàncrees detecta aquest augment de glucosa i les seves cèl·lules β pancreàtiques activen l'alliberament d'insulina al torrent sanguini.
En condicions basals, el 90-95% de GLUT4 es troba al citoplasma, a la membrana de petites vesícules i quan té lloc l'augment d'insulina en sang, aquesta activa una cascada de senyalitzacions intracel·lulars en les cèl·lules dianes (adiposes i musculars) i les vesícules en qüestió migren cap a la membrana plasmàtica, fusionant-s'hi i incorporant-hi els transportadors GLUT4. D'aquesta manera s'activa l'entrada de glucosa cap a l'interior del teixit.
La contracció també estimula la cèl·lula a translocar GLUT4 a la superfície cel·lular. Aquest fenomen és especialment rellevant en el múscul cardíac, on les contínues contraccions ho fan necessari i menys important en múscul esquelètic.